# 阿方索·戴維斯
阿方索·博伊爾·戴維斯（英語：Alphonso Boyle Davies，2000年11月2日—），加拿大足球運動員，在場上主要司職左後衛，現效力於德甲球隊拜仁慕尼黑。他是加拿大国家男子足球队隊員。

## 早年
戴維斯出生於加納南部的布都布拉姆難民營，父母都是因第二次利比里亞內戰而流離失所的利比里亞難民。2006年，當時只有五歲的戴維斯隨家人移居加拿大安大略省溫莎市，一年後全家遷到亞伯達省愛民頓。

## 球會生涯

### 溫哥華白浪
2015年，14歲的戴維斯獲邀加入溫哥華白浪的足球學校。
2016年2月，在溫哥華白浪的季前熱身賽裏初露鋒芒之後，戴維斯簽約加盟溫哥華白浪的預備隊溫哥華白浪二隊。當時戴維斯年僅15歲又三個月，是美國足球聯賽最年輕的簽約球員。不到三個月後，戴維斯就在溫哥華白浪二隊對陣洛杉磯銀河二隊的比賽中，射進了他的第一個職業生涯進球，並成為美國足球聯賽歷史上最年輕的入球球員。
2016年5月，戴維斯以短期合約的方式加盟溫哥華白浪主力隊，為溫哥華出戰加拿大足球錦標賽。6月1日，戴維斯在溫哥華對陣渥太華暴怒的比賽中第一次為溫哥華登場。同年7月15日，戴維斯正式簽約成為溫哥華白浪主力隊球員。

### 拜仁慕尼黑
2018年7月25日，拜仁慕尼黑在費城發佈新聞：戴維斯將於2019年1月加盟拜仁慕尼黑。拜仁慕尼黑為此付出總共1875萬歐元的轉會費，打破了美職聯的轉會費紀錄。

## 國家隊生涯
戴維斯從2014年開始為加拿大各級國家青年隊效力。2017年，戴維斯和另一位球員喬丁·海特瑪獲選為加拿大足協年度最佳17歲以下球員。
2017年6月6日，戴維斯成功通過入籍考試，正式成為加拿大公民。同一天，戴維斯獲得時任加拿大男足主教練歐克塔維奧·贊布蘭諾徵召，第一次入選大國家隊。他為加拿大上陣的第一場比賽，是2017年6月13日對陣庫拉索的友誼賽，而這場比賽也讓戴維斯成為加拿大國家隊歷史上最年輕的球員。6月27日，戴維斯再次入選加拿大國家隊，代表加拿大出戰中北美洲及加勒比海足聯金盃。在本屆金盃當中，戴維斯不僅奪得了金靴獎和最佳青年球員獎，而且入選了錦標賽最佳陣容。
2022年世界盃小組賽期間，戴維斯在對陣克羅地亞的小組賽的第二分鐘攻破克羅地亞大門，而這也是加拿大男足隊史上第一顆世界盃進球。

## 比赛风格
尽管主要在左路担任进攻型边后卫，戴维斯由于其爆发力、盘带、创造力和传中能力，可以胜任边后卫、左前卫或边锋的角色。媒体认为他是一名备受期待的年轻球员。

## 个人生活
戴维斯是联合国难民高级专员公署的大使。 2020年4月，他与职业足球运动员阿斯米尔·贝戈维奇进行了一场虚拟足球比赛，以筹集资金支持该机构。
戴维斯是国家冰球联盟（NHL）的埃德蒙顿油人的球迷。 戴维斯还是埃德蒙顿BTB足球俱乐部的大使，他在青年时期曾效力于该俱乐部一段时间。

## 榮譽

### 球會
拜仁慕尼黑
- 德国足球甲级联赛冠軍：2018/2019、2019/2020、2020/2021[20]、2021/2022、2022/2023、2024/2025[21]
- 德国足协杯冠軍：2018/2019年、2019/2020年
- 歐洲冠軍聯賽冠軍：2019/2020
- 歐洲超級盃冠軍：2020年
- 德國超級盃冠軍：2018、2020、2021、2022年
- 國際足總俱樂部世界盃冠軍：2020年